# St. Anna (Pełcznica)

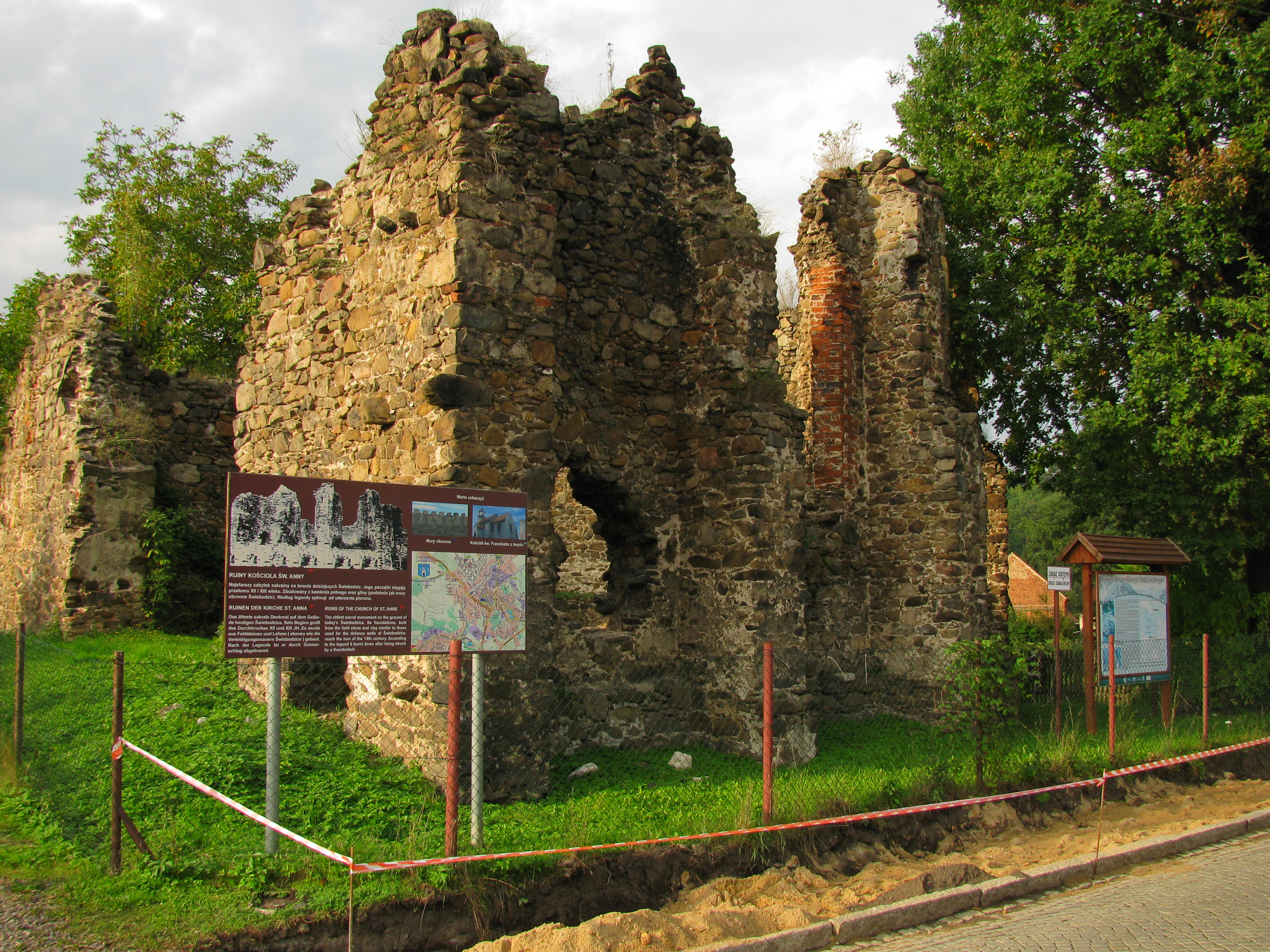
Pełcznica, Kirchenruine St. Anna

Die Ruine der Kirche St. Anna (polnisch Kościół św. Anny) in Pełcznica (deutsch Pölsnitz), einem Stadtteil von Świebodzice (Freiburg in Schlesien) gehört zum Powiat Świdnicki der Woiwodschaft Niederschlesien in Polen.

## Lage
Die Ruine steht am oberen Ende des vormaligen Dorfes in der Nähe des Eingangs zum Fürstensteiner Grund.

## Geschichte
Die Anfänge der Kirche, damals wohl ein bescheidener Holzbau, gehen vermutlich auf das Jahr 1215 zurück. Eine Urkunde von 1228, in der der Pfarrer wegen zu geringer Einkünfte aus der Pfarrwidmut seine Stelle verließ, belegen erstmals die Existenz der Kirche. Herzog Heinrich I. verlieh der Kirche daher zwei weitere Hufen Land, auch Graft Ymbran von Zirlau stiftete zwei Hufen. Danach wurde die Pfarrei wieder besetzt und wahrscheinlich an Stelle der Holzkirche die bis heute als Ruine erhaltene steinerne Kirche errichtet.
Möglicherweise wurde die St.-Anna-Kirche 1345 im Zuge der kriegerischen Auseinandersetzungen des böhmischen Landesherrn König Johann mit dem Schweidnitzer Herzog Bolko II. zerstört. Um 1352 erhielt Pölsnitz in Richtung Zirlau eine neue Kirche. Dadurch  verlor die St.-Anna-Kirche  an Bedeutung. 

## Bauwerk
Die gotische Kirche war ein einschiffiges Gebäude aus Bruchstein, wobei Ziegelmauerwerk für architektonische Details und Gewölbe Verwendung fand. An den polygonalen Chor an der Ostseite wurde nördlich eine Sakristei angebaut. Das Innere des Chors hatte ein Kreuzrippengewölbe, weshalb er mit zahlreichen Strebepfeilern verstärkt wurde.

## Derzeitiger Zustand
Die Mauern des Chors sind bis auf zahlreiche Mauerlücken erhalten geblieben. Im Inneren des Chors sind die Reste von Gewölbesäulen aus Ziegeln sichtbar. Die Mauerreste an der Westseite stammen von einem neueren Gebäude, das an der Stelle des Kirchenschiffs errichtet wurde. Der Bau ist eingezäunt.